# NGC 1988
NGC 1988 est une étoile située dans la constellation du Taureau. 
L'astronome français Jean Chacornac a enregistré la position de cette étoile le 19 octobre 1855.